# Cidade Alta (Rio de Janeiro)
Cidade Alta é um bairro não-oficial da cidade do Rio de Janeiro. É considerado com um conjunto de favelas localizado no bairro de Cordovil, na cidade do Rio de Janeiro.

## Comunidades
As comunidades localizadas na Cidade Alta são: Conjunto Cidade Alta, Conjunto Bancários, Conjunto Porto Velho, Divinéia, Serra Pelada, Avilã e Vila Cambuci.

## História
Inaugurado em 1969, o Conjunto Habitacional da Cidade Alta fez parte do projeto de erradicação de favelas executado pela Coordenação de Habitação de Interesse Social da Área Metropolitana do Rio de Janeiro (CHISAM), entre as décadas de 1960 e 1970. Situado no entroncamento da Rodovia Washington Luís com a Avenida Brasil, o conjunto foi construído para alojar moradores removidos de favelas, sobretudo, da Zona Sul da cidade. 
Seus 64 edifícios abrigaram, principalmente, moradores da extinta Favela da Praia do Pinto, localizada no Leblon, onde hoje está o condomínio Selva de Pedra. A remoção dessas pessoas se deu após um incêndio na comunidade, de causas desconhecidas.
Os prédios, que levam nomes de bairros do Rio de Janeiro, como Rio Comprido, Urca e Copacabana, eram coloridos, possuíam jardins e ficavam a aproximadamente 20 quilômetros do Centro – mais perto do que outros conjuntos construídos naquela época, como o da Vila Kennedy, em Bangu. Os apartamentos foram financiados pelo Banco Nacional de Habitação (BNH), que parcelava o pagamento em 20 anos.
Além desse conjunto habitacional, outros dois integram o Sub-bairro Cidade Alta: Porto Velho (mais conhecido como Pé Sujo) e Vista Mar (Bancários), comunidades que surgiram no entorno, como Divineia (Parque Proletário de Cordovil), Avilã, Serra Pelada, Vila Cambucí (chamada também apenas de Cambuci). Essas favelas foram formadas, em grande parte, por ex-moradores do conjunto da Cidade Alta, que venderam os apartamentos e construíram casas nos terrenos dos arredores.